# En cas de malheur (téléfilm)
Pour les articles homonymes, voir En cas de malheur (homonymie).
Pour plus de détails, voir Fiche technique et Distribution.
En cas de malheur est un téléfilm franco-belge réalisé par Jean-Daniel Verhaeghe en 2009 et diffusé le 13 février 2010 sur La Une.

## Synopsis
Lucie devait coucher avec la bijoutière tandis que Noémie devait vider son coffre fort. La sécurité devait être coupée. Seulement voilà, il restait une alarme. La bijoutière s'est aperçue de la supercherie et s'en est prise à Noémie, mais Lucie l'a défendue, l'a poussée et la bijoutière est tombée et s'est assommée. Pensant l'avoir tuée, Lucie va voir une avocate, qui va finalement prendre Lucie sous son aile.
Viviane décide de s'occuper du cas de Lucie, et bien plus, car elle lui rappelle sa fille, morte à 20 ans, l'âge de Lucie, parce que sa mère, célèbre avocate, ne s'occupait pas assez d'elle. Sa fille, Laura, se droguait, était seule. Lucie aussi se drogue.
Cependant, le mari de Viviane, Marc, désapprouve cette relation. Alors que Viviane a réussi à éviter le procès après que la bijoutière ai porté plainte et qu'elle s'arrange pour que Lucie sorte du milieu de la drogue, Sam, son ex employeur qui l'employait comme DJ, fournisseuse de drogue et était son amant, vient faire ses adieux à Lucie juste avant qu'elle et Viviane ne partent en Italie, mais ne supportant pas de la voir s'éloigner, il la poignarde. Viviane s'en aperçoit aussitôt et prévient les secours.
Le film se termine sans que l'on sache si Sam s'est suicidé (il tenait une arme à feu dans l'une des dernières scènes) et sans qu'on soit sûr du sort de Lucie (on la suppose vivante mais l'on ne voit pas sa sortie de l'hôpital ni même si elle redevient consciente).

## Fiche technique
- Réalisateur : Jean-Daniel Verhaeghe
- Scénario : Jacques Santamaria, d'après le roman éponyme de Georges Simenon
- Musique : Eric Cervera et Aurélie Guiller
- Date de diffusion : 13 février 2010 sur La Une
- Durée : 96 minutes.

## Distribution
- Line Renaud : Viviane Guérand
- Mélanie Bernier : Lucie
- Didier Flamand : Marc Guérand
- Samuel Labarthe : Sam
- Marie Vincent : la bijoutière
- Agathe Natanson : Corinne
- Françoise Gillard : Noémie

## Autour du téléfilm
- C'est la seconde reprise de En cas de malheur de Claude Autant-Lara (1958) avec Jean Gabin, Brigitte Bardot et Edwige Feuillère, après En plein cœur de Pierre Jolivet (1998) avec Gérard Lanvin, Virginie Ledoyen et Carole Bouquet.